# Valentin Timaru
 (juillet 2017).
Si vous disposez d'ouvrages ou d'articles de référence ou si vous connaissez des sites web de qualité traitant du thème abordé ici, merci de compléter l'article en donnant les références utiles à sa vérifiabilité et en les liant à la section « Notes et références ».
Pour les articles homonymes, voir Timaru.
Valentin Timaru, né le 16 octobre 1940, à Sibiu, Transylvanie, Roumanie, est un compositeur et musicologue roumain.

## Biographie
Études musicales à l’Académie de musique Gheorghe-Dima de Cluj-Napoca (à l’époque Cluj) (1959-1964). 
Conservatoire de Bucarest, section Composition (1965-1968) avec Anatol Vieru. 
Cours de perfectionnement à Cluj (1970-1972) avec Sigismund Toduță.
Docteur en musicologie au Conservatoire de Cluj, sous la direction de Romeo Ghircoiașiu (1982).
Professeur de musique à Buftea (1964-1968), inspecteur de musique au Comité culturel du département de Cluj (1968-1970), assistant, lecteur et, depuis 1990, professeur à la chaire de composition de l’Académie de musique de Cluj-Napoca. Depuis 1992, directeur de doctorats, spécialité stylistique musicale.

## Créations musicales
- Opéra : Lorelei (1989)

- Ballet : Ciuleandra (1999)

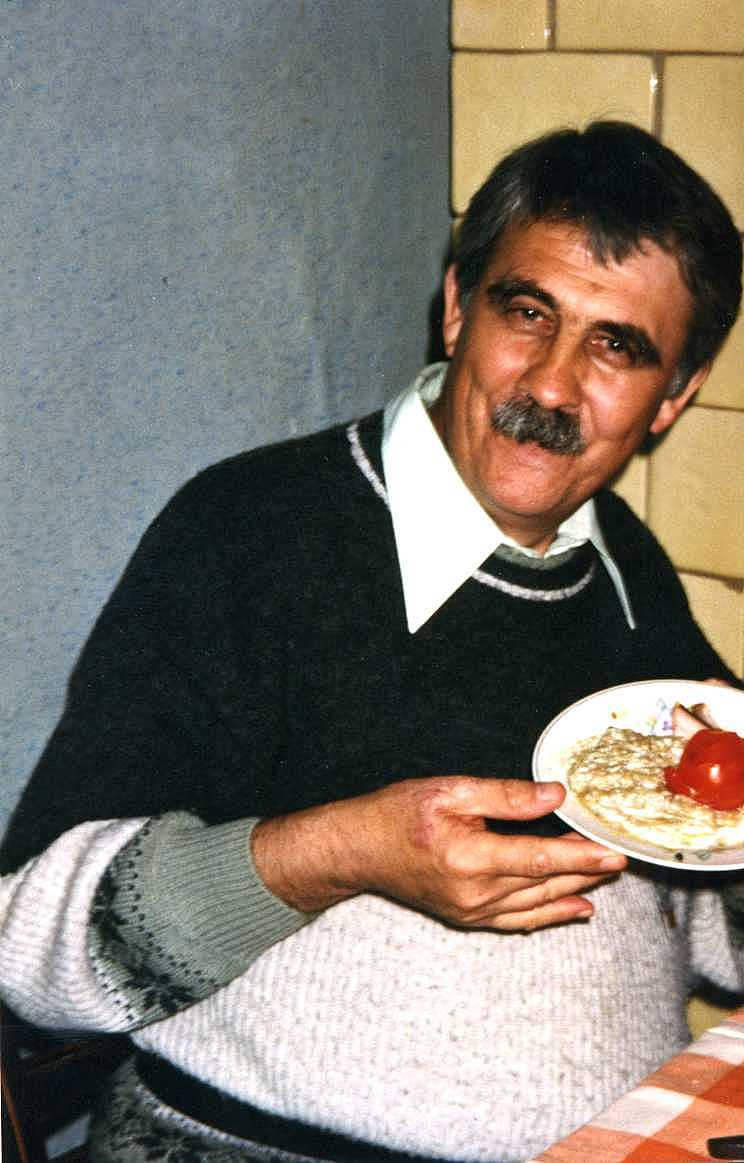
Timaru en 1995

- Symphonies : Symphonie no 1-1972 ; Symphonie no 2 Musique pour Giuseppe Ungaretti-1988 ; Symphonie no 3 L'agnelle (Miorița)-1988 ; Symphonie no 4 Sinfonia giocosa-1990 ; Symphonie no 5 Symphonie de requiem-1999 ; parution en CD, album double, 2003

- Pièces pour orchestre : Moment élégiaque 1970, Vocalises II 1979, Variations sur un air populaire 1980, Hommage à Enesco 1980

- Oratorio : Chants de tempête (Căntece de vremuire )1979, Sur les pas de l'agnelle (Pe urmele mioriței) 1984, Liturgie solennelle 1999 ; parution en CD, 2002

- Cantates : Tous les chemins mènent (Toate drumurile duc ) 1971,  Michel le Brave (Mihai voda Viteazul) 1976, Le Maître (Meșterul) 1980, Donnez-moi un corps, vous, les montagnes (Dați-mi un trup voi munților) 1992

- Concerto : Concerto pour violon et orchestre 1976, Double concerto pour contrebasse, percussion seule et orchestre 1980

- Musique de chambre : Sonate pour piano 1965, Sonate pour hautbois seul 1967, 2 quatuors à cordes 1968, 1990, Cantique (Colind – in memoriam Toduța) 1991

- Cycles de Lieder : Chants de minuit 1971, Chants sur des vers d’Ana Blandiana 1975, Parodies vocales-instrumentales sur des vers de Topârceanu 1987, Chants sur des vers de Lucian Blaga 1992

- Chœurs : chœurs mixtes, chœurs pour femmes et chœurs pour enfants, dont : Diptyque pour chœur mixte 1962, Chants de Marie 1970, Musique pour Mihai Eminescu 1982, Musique pour Ungaretti 1980, Chœurs sur des vers de Lucian Blaga 1978, L’Eté 1982, Liturgie de Saint-Jean Bouche d’Or 1994

## Musicologie (en roumain)

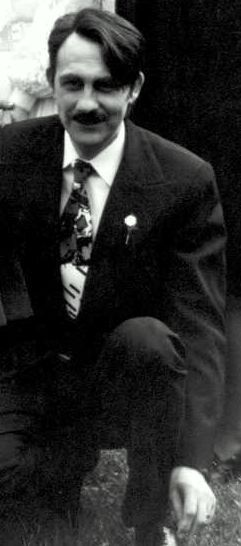

- Morphologie et structure musicale(Morfologia și structura muzicală), Ed. Acad. Dima, Cluj, 1991
- Le Symphonisme énescien (Simfonismul enescian), Ed. Muzicala, Bucarest, 1992
- Principiul strofocitații, Ed. Acad. Dima, Cluj, 1993
- Compendium de formes et d’analyses musicales (Compendiu de forme și analize muzicale), Ed. Transilvania, Brașov, 1997
- L’ensemble musical et l’art de l’écriture pour ses diverses hypostases (Ansamblul muzical și arta scriiturii pentru diversele sale ipostaze), Ed. Emanuel, Oradea, 1999
- Notre musique vers la vie (Muzica noastră cea spre ființa), Ed. Axa, Botoșani, 2001
- Dictionnaire des notions et des termes (Dicționar noțional și terminologic), Ed. Univ., Oradea, 2003
- L’analyse musicale entre la conscience du genre et la conscience de la forme (Analiza muzicală între constința de gen și constiinta de formă), Ed. Univ., Oradea, 2003

Divers articles et études parues dans des revues spécialisées.

## Prix
- Prix de l’Union des compositeurs, 1986, 1993, 1995, 2003
- Prix de l’Académie roumaine, 1993

## Liens
- L'Académie roumaine
- (ro) Uniunea Compozitorilor și Muzicicologilor din România
- (ro) Muzicieni români contemporani (de văzut cu IE)
- (en) The Articulation of Form in the Symphonies of Cluj-Napoca Composers of the Second Half of the 20th Century